# نوکیا ۶۵۰۰
نوکیا ۶۵۰۰ یک‌ نمونه از گوشی‌های تلفن همراه سری ۶۰۰۰ شرکت نوکیا می‌باشد که توسط همین شرکت به بازار عرضه شده‌است.